# Gunnis punggrävling
Gunnis punggrävling (Perameles gunnii) är ett litet pungdjur i familjen punggrävlingar som förekommer i sydöstra Australien och på Tasmanien.
Dess förekomst på det australienska fastlandet är begränsad till några få platser i de sydvästra delarna av delstaten Victoria. Att den här punggrävlingen finns på fastlandet idag beror på att den återintroducerats. Orsaken till att den en gång försvann från fastlandet var troligen predation av införda rovdjur som rödräv och att dess habitat förstördes av införda betande djur som får och kaniner. Av IUCN är den rödlistad som Sårbar (VU). Den större populationen finns på Tasmanien, på fastlandet finns endast några hundra djur.
Gunnis punggrävling lever på gräsmarker och i öppna skogar och har ett liknande levnadssätt som andra punggrävlingar, det vill säga den är främst nattaktiv. Dess föda är varierad, bland annat insekter och andra ryggradslösa djur men även olika växtdelar. Honorna är dräktiga i 12 dagar och kan få upp till 5 ungar. Oftast föds dock bara 2 eller 3 ungar. När ungarna är 60 dagar gamla har de blivit avvanda. Könsmognaden nås vid 3 månaders ålder hos honor och hanar blir efter cirka 5 månader könsmogna.
En fullvuxen individ har en kroppslängd (huvud och bål) på 27–35 centimeter och vikten är 0,5-1,5 kilogram. Svansen är 7–11 centimeter lång. Pälsen är brunaktig till gråaktig och på den bakre delen av kroppen har djuret 3 eller 4 vita streck.